# Композиты с полимерной матрицей
Композиты с полимерной матрицей (англ. polymer composites) — композиты, матрицей в которых является высокомолекулярное соединение.

## Описание
В качестве матрицы при создании композиционных материалов данного вида используются полимеры самых разных типов: термопласты (полиолефины, алифатические и ароматические полиамиды, фторопласты и др.), реактопласты (фенопласты, аминопласты, эпоксидные, полиэфирные, кремнийорганические и другие полимерные связующие), эластомеры (вулканизированный натуральный, бутадиен-нитрильный, бутилкаучук и другие каучуки). Использование наполнителей позволяет изменять механические, электромагнитные, физико-химические характеристики исходного полимера, а, в ряде случаев, и снижать стоимость конечного композита по сравнению со стоимостью полимера за счет использования более дешевого, чем полимер, наполнителя, например, мела, или речного песка, получая полимерно-песчаный композит.
Многие широко используемые материалы являются композитными полимерными материалами, например, конструкционные материалы широкого назначения на основе реактопластов с волокнистыми наполнителями, шины автомобилей, зубные пломбы, различные покрытия.
Особый класс полимерных композиционных материалов представляют полимерные нанокомпозиты. В качестве добавки к полимерной матрице в них используются различные как по химическому составу, так и морфологии отдельных элементов наполнители. Отличительной особенностью данных наполнителей является размер составляющих их элементов (частиц, пластин, волокон и т. д.), который преимущественно должен быть менее 100 нм (см. нанонаполнители).
Свойства композитов такого типа могут изменяться при очень малых изменениях концентрации наполнителя благодаря его большой удельной поверхности и интенсивному межмолекулярному взаимодействию с полимером. В настоящее время активно разрабатываются новые способы получения и исследуются свойства различных полимерных нанокомпозитов (см., например, крейзинг полимеров, эксфолиация).